# Koksbatterie
Mehrere Koksöfen werden zu einer Koksbatterie (Koksofenbatterie) zusammengefasst. Dabei wechseln sich Heizwände und Koksofenkammern ab.
Gebräuchlich sind heute noch die so genannten Horizontalkammeröfen. Eine Ofenkammer ist mehrere Meter hoch und tief, aber verhältnismäßig schmal.
Da Kohle ein schlechter Wärmeleiter ist, werden die Koksöfen immer als enge Kammern gebaut. Das Verhältnis der Maße ist auch bei den modernen Koksöfen immer noch gegeben.
Waren auf der Kokerei Hansa die Koksofenkammern 12,9 m lang, 4,1 m hoch und 41 cm (im Mittel) breit, wurden die Koksofenkammern auf der Kokerei Kaiserstuhl 1992 schon 18 m lang, 7,63 m hoch und 61 cm breit (im Mittel) errichtet.
Die Koksöfen der Kokerei Schwelgern sind mit 8,32 m Höhe, 20,8 m Länge und einer mittleren Kammerbreite von 59 cm die z. Zt. größten Koksofenkammern der Welt.
Die Koksöfen werden von oben befüllt und der fertige Koks wird seitlich herausgedrückt. Das anfallende Rohgas wird über Steigrohre in eine Vorlage abgeführt.
Beidseitig der Ofenkammern befinden sich die Heizwände mit ihren Heizzügen.

Horizontaler Batterieaufbau

Die horizontale Reihenfolge eines Batterieaufbaus:
1. Statische Wand
2. Wärmeschutz
3. Heizwand
4. Koksofenkammer
5. Heizwand
6. Koksofenkammer
7. Heizwand
8. Wärmeschutz
9. Statische Wand

Ferner besitzt jede Koksofenkammer eine gewisse Konizität. Das bedeutet, dass auf der Koksseite die Kammern um mehrere Zentimeter breiter sind als auf der Maschinenseite damit der fertige Koks reibungslos herausgedrückt werden kann.
Die Mauerung der Koksöfen besteht aus einem Silika-Schamott-Gemisch, welches die hohen Temperaturen in den Heizwänden und Koksofenkammern verkraften kann.
Um den hohen auftretenden mechanischen Belastungen standzuhalten, sind an den Koksofenbatterien Queranker, Längsanker und Ankerständer aus Stahl montiert.

Vertikaler Koksofenbatterieaufbau

Die vertikale Reihenfolge eines Batterieaufbaus:
1. Fundamentplatte
2. Unterbau
3. Regeneratorensohle
4. Unterofen mit Regeneratoren
5. Zwischendecke
6. Oberofen mit Ofenkammern und Heizwänden
7. Ofendecke

Die Beheizungstechnik der Batterien folgt unterschiedlichen Verfahren der jeweiligen Ofenbaufirma.